# 福寿寺 (多治見市)
福壽寺（ふくじゅじ）は、岐阜県多治見市山下町にある曹洞宗の寺院。山号は萬年山。

## 歴史
寛文年間に土岐郡日吉村平岩にある開元院十二世の嶺外秀存により日吉村半原の地に開創された。
明治5年（1872年）に廃仏毀釈により檀信徒が神道に改宗するなどで寺の存続が困難となった。
この時に開元院の大蔵満盛が永泉寺の大應玄道と相図り、現在地に移して大應玄道がこれを嗣ぎ、
明治6年（1873年）、名古屋市熱田区にある福重寺の八尾泰能が復旧し、現在地に移転し今日に至っている。
本尊の他に、脇檀に安置されている薬師如来は方丈の念持仏であったが、縁故により中部四十九薬師霊場となり参拝者に開放した。
傍の荼枳尼天も稀な坐像である。
同じく脇間に弘法大師像を祀っているが、俗に東濃三大師の一つとされている。